# 150° westerlengte
150° westerlengte is een lengtegraad, onderdeel van geografische positieaanduiding in bolcoördinaten. De lijn loopt vanaf de Noordpool naar de Noordelijke IJszee, Noord-Amerika, de Grote Oceaan, de Zuidelijke Oceaan en Antarctica naar de Zuidpool.
In Alaska kruist de meridiaan het grondgebied van de stad Anchorage.
De Hawaï-Aleoetische standaardtijd is een tijdzone die gebaseerd is op de stand van de zon op 150° westerlengte.
De meridiaan vormt ook de oostgrens van Ross Dependency, een gebied op Antarctica waarop Nieuw-Zeeland aanspraak maakt. Ten oosten van 150° WL ligt niet-toegeëigend gebied in Antarctica.
De meridiaan 150° westerlengte vormt een grootcirkel met de meridiaan 30° oosterlengte. De meridiaanlijn begint bij de Noordpool en eindigt bij de Zuidpool. De meridiaan 150° westerlengte gaat door de volgende landen, gebieden of zeeën. 
| Land, gebied of zee | Nauwkeurigere gegevens                                                         |
| ------------------- | ------------------------------------------------------------------------------ |
| Noordelijke IJszee  |                                                                                |
| Beaufortzee         |                                                                                |
| Verenigde Staten    | Alaska (de stad Anchorage ligt op 150° W)                                      |
| Grote Oceaan        |                                                                                |
| Zuidelijke Oceaan   |                                                                                |
| Antarctica          | grens: Ross Dependency (Nieuw-Zeeland) / niet-toegeëigend gebied in Antarctica |